# Richard Bauroth
Richard Bauroth (vollständiger Name Ernst Gustav Albert Richard Bauroth) (* 1. Februar 1884 in Ilmenau; † 10. Dezember 1942 in Hamburg) war ein deutscher Bildhauer und Medailleur.

## Leben
Er war das jüngste Kind des Ilmenauer Kaufmanns Wilhelm Bauroth und dessen Ehefrau Helene geb. Minner. Nach dem Besuch der Realschule absolvierte er eine dreijährige praktische Lehrzeit in einem keramischen Atelier in Ilmenau. Nach Abschluss der Lehre arbeitete er 1½ Jahre in Magdeburg in einer Terrakottafabrik. Im Jahr 1903 ging er nach München, um ein künstlerisches Studium aufzunehmen. Anfänglich besuchte er vor Ort eine Privatschule, bevor er im Mai 1905 an der Königlichen Akademie der Bildenden Künste aufgenommen wurde. Hier studierte er bei Wilhelm von Rümann, Erwin Kurz und Adolf von Hildebrand. Im Jahr 1907 beendete er nach 5 Semestern sein Studium und kehrte in die Praxis zurück. Zunächst arbeitete er in Stein in Breslau, ehe er 1909 eine Anstellung in einer Porzellanfabrik aufnahm. Später übernahm er selbständig Aufträge von keramischen Fabriken. Von 1911 bis 1913 war er in einem Atelier für Grabmalkunst in Erfurt tätig. Dann siedelte er nach Berlin um und arbeitete hier ab dem Herbst 1914 bis zu seiner Einberufung zum Militär im Atelier von Franz Metzner. Nach dem Ersten Weltkrieg kehrte er für einige Monate nach Erfurt zurück. Ab Mai 1919 richtete er sich dann in Berlin in der Grolmanstraße 59 ein eigenes Atelier ein und war nun als selbständiger Bildhauer aktiv. In den Jahren 1921/1922 lehrte er in Teilzeit im Fach Modellieren an der Schule Reimann. Ende der zwanziger Jahre zog er mit seiner Familie nach Hamburg. Hier hatte er anfänglich ein Atelier in der Hudtwalckerstraße 25, später am Aurikelstieg 2.
Er war mit der Ärztin Henni (Henriette) Kirchhoff (* 1892; † 1947) verheiratet und hatte eine Tochter.
Er war 1919 neben Alfred Hanf, Walter Fernkorn, Karl Lüdecke, Theo Kellner u.w. Gründungsmitglied der expressionistischen Künstlervereinigung Jung-Erfurt. Diese vereinte Künstler aus Erfurt und der näheren Umgebung. Seit 1922 war er über viele Jahre Mitglied im Verein Berliner Künstler. Ab 1940 war er Mitglied der Reichskammer der bildenden Künste, in der Fachgruppe Bildhauer.

## Auszeichnungen
- 1906 und 1907 kleine silberne Medaille der Königlichen Akademie der Bildenden Künste in München

## Werke (Auswahl)
- 1915: Krieger Kleinplastik[5]
- 1916: Bildnisbüste eines kommandierenden Generals in Flandern Marmorbüste[6]
- 1917: Plakette Frieden
- 1918: 5 Plaketten u. a. Im Paradies und Erwachen[7]
- 1922: Holzplastik Adam und Eva in den Sammlungen der Stadt Berlin
- 1922: Holzplastik Klage[8]
- Reliefs am Kesselhaus der Kant-Schokoladenfabrik in Wittenberg (Abriss 2017, die Reliefs wurden gesichert)[9]
- 1925: Plakette zum 75-jährigen Jubiläum des Stern’schen Konservatoriums der Musik in Berlin
- 1926: Ehrendenkmal Sterbender Krieger alter Friedhof in Arnstadt (wurde 1947 auf Befehl der Besatzungsmacht beseitigt)
- 1925 – 1927: Schmückende Reliefs am 1927 eröffneten Betriebshof Müllerstraße in Berlin
- 1927: Schreitendes Mädchen (Bronze)
- 1927: Nach dem Bade (Bronze)
- 1929: Plakette für Gedenkstein zu Ehren von Huldreich Heusser an der Straße unterhalb des Jagdhauses Gabelbach bei Ilmenau
- 1929: zwei Büsten von Johannes Gurlitt und Joachim Jungius für die Wandelhalle des Johanneums in Hamburg
- 1930: Reliefs von Johann Hübner und Georg Philipp Telemann für das Hamburger Johanneum[10]
- 1931: Terrakottarelief für das Hamburger Johanneum
- Brunnenfiguren in der Parkanlage Planten un Blomen[1]
- 1937: Bronzebüste von Hermann Claudius
- 1941: Marmorbüste von Matthias Claudius in der Christuskirche zu Wandsbek[11]
- 1941: Vor dem Start (Bronze)
- 1942: Erwachende (Terrakotta)
- 1942: Jugend (Terrakotta)
- 1942: Diskuswerfer (Bronze)

## Ausstellungsbeteiligungen (Auswahl)
- Ausstellung in den Räumen des Kunstvereins Erfurt 1920[12]
- Große Berliner Kunstausstellung 1923
- Große Berliner Kunstausstellung 1924 (als Aussteller und in der Ausstellungs-Kommission als Vertreter des Vereins Berliner Künstler)
- Große Berliner Kunstausstellung 1927
- Große Berliner Kunstausstellung 1928
- Ausstellung Hamburgischer Künstler des Kunstvereins Hamburg 1930
- Die große Kunstschau West- und Norddeutschlands in Essen 1936
- Große Deutsche Kunstausstellung 1941 in München
- Große Deutsche Kunstausstellung 1942 in München